# NGC 936
NGC 936 est une galaxie lenticulaire barrée située dans la constellation de la Baleine. NGC 936 a été découverte par l'astronome germano-britannique William Herschel en 1785.

## Caractéristiques

### Distance
Sa vitesse par rapport au fond diffus cosmologique est de 1 193 ± 17 km/s, ce qui correspond à une distance de Hubble de 17,6 ± 1,3 Mpc (∼57,4 millions d'al).
À ce jour, cinq mesures non basées sur le décalage vers le rouge (redshift) donnent une distance de 20,185 ± 5,904 Mpc (∼65,8 millions d'al), ce qui est à l'intérieur des valeurs de la distance de Hubble.

### Morphologie
NGC 936 a été utilisée par Gérard de Vaucouleurs comme une galaxie de type morphologique SB(rs)0+ dans son atlas des galaxies,.

### Un disque entourant le noyau

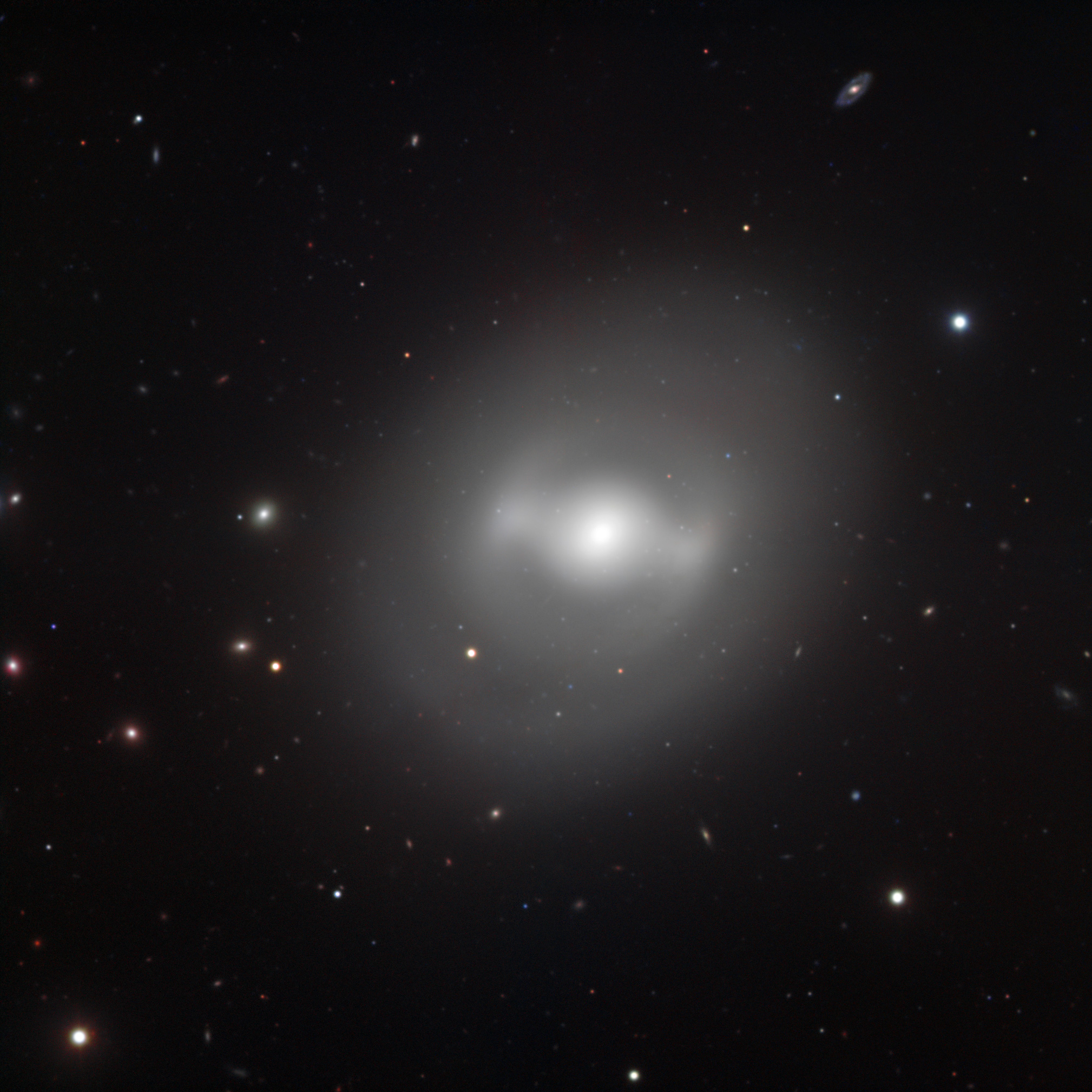
Le disque entourant le noyau et la barre au centre de NGC 936 sont très nettement visible sur cette image prise par le VLT de l'Observatoire européen austral.

Grâce aux observations du télescope spatial Hubble, on a détecté un disque de formation d'étoiles autour du noyau de NGC 936. La taille de son demi-grand axe est estimée à 940 pc (~3065 années-lumière).

## Supernova
La supernova SN 2003gs a été découverte dans NGC 936 le 29 juillet 2003 par l'astronome amateur australien Robert Evans. Cette supernova était de type Ia.

## Groupe de NGC 936
Au moins trois études mentionnent que la galaxie NGC 936 fait partie d'un groupe de galaxies. Abraham Mahtessian met cette galaxie dans le même groupe que M77 (NGC 1068) et il est le seul à le faire. M77 est à 52 millions d'années-lumière de la Voie lactée, alors que NGC 936 est à 64 millions d'années-lumière, une distance assez grande pour que les deux autres études la placent dans un autre groupe, celui qui porte son nom. Selon Richard Powell, auteur du site « Un Atlas de l'Univers », le groupe de NGC 936 comprend les galaxies NGC 955, UGC 1839 et UGC 1862. L'étude d'A.M. Garcia mentionne également le groupe de NGC 936. Selon cette étude, il faut ajouter à la liste de Richard Powell les galaxies UGC 1981, MCG -1-7-20, UGC 1945 et NGC 941. La fusion de ces deux listes donnent donc un groupe d'au moins 8 galaxies.